# Fundación Cibervoluntarios
La Fundación Cibervoluntarios es una ONG española de referencia internacional pionera en el voluntariado tecnológico, centrada en impulsar una transición digital inclusiva y eliminar la brecha digital.Desde 2001, ayuda a las personas a usar y comprender la tecnología para su día a día de forma cercana, práctica, y sencilla. Realiza una media de 500 actividades de formación y sensibilización gratuitas semanales, el 80% de forma presencial, gracias al apoyo de una red de más de 4.500 personas cibervoluntarias y 5.000 entidades colaboradoras entre ayuntamientos, centros educativos y ongs.  

## Historia
Fundación Cibervoluntarios nace, impulsada por Yolanda Rueda, como asociación en noviembre de 2001. Tres años más tarde, el 15 de julio de 2005, se constituye en Fundación, siguiendo lo establecido en el  Real Decreto 532/2004 de 17 de abril del  Ministerio de Educación y Cultura del Gobierno de España.  Además, consta con el número 674 en el Registro de Fundaciones del Ministerio de Educación y Cultura.
Desde hace más de 20 años, Fundación Cibervoluntarios ayuda a miles de personas al año a usar la tecnología de forma segura, positiva y con confianza, gracias al tiempo y la dedicación de las más de 4.500 personas cibervoluntarias, y en colaboración con más de 5.000 entidades nacionales e internacionales.

## Líneas de acción
Las líneas de acción de Fundación Cibervoluntarios son: 
- Formar en competencias digitales a toda la ciudadanía, con especial atención a personas en situación de vulnerabilidad digital.[8]
- Luchar contra la pobreza tecnológica y la brecha digital de género, territorial y social.[9]
- Fomentar un uso responsable, abierto, transparente, inclusivo, ético y sostenible de la tecnología.[10]
- Reivindicar la apropiación tecnológica como medio para lograr la soberanía digital ciudadana, que está en construcción.[11]
- Impulsar vocaciones tecnológicas y potenciar el talento digital entre niños, niñas y jóvenes.
- Promover la innovación social y el empoderamiento de la ciudadanía gracias al uso de la tecnología.[12]
- Generar transformación digital con impacto social.[13]
- Defender los derechos digitales y la democratización de los espacios tecnológicos.[14]
- Usar el poder de la tecnología para reducir desigualdades y fortalecer la democracia. [15]

## Líneas de trabajo
Para conseguir estos objetivos, la Fundación Cibervoluntarios trabaja en varias áreas: 

### Reducir la brecha digital[16]
Fundación Cibervoluntarios acerca la tecnología y ofrece formación en competencias digitales de forma gratuita a cualquier persona que lo solicite, con especial atención a aquellas en situación de vulnerabilidad digital. Para ello desarrolla proyectos propios o en colaboración con otras organizaciones, dirigidos a toda la ciudadanía y adaptados a las necesidades de cada persona: mayores que necesitan aprender a manejar su móvil o pedir su cita médica en línea; mujeres de zonas rurales que quieren impulsar su negocio en Internet; PYMEs, personas autónomas y emprendedoras que quieren formarse en el uso de herramientas tecnológicas para digitalizar sus negocios; migrantes y personas con discapacidad, para que puedan comunicarse, mejorar su integración en la sociedad y su empleabilidad gracias a las TIC; también a jóvenes, a los que se les forma para hacer un uso seguro y saludable de Internet y las redes sociales, y detectar situaciones de riesgo en la Red.

### Soberanía Digital Ciudadana
Fundación Cibervoluntarios trabaja para que la ciudadanía participe de forma activa en la construcción del ecosistema digital, lo que implica conocer y reivindicar sus derechos en este nuevo escenario, contribuir a darle forma, garantizar su independencia, defender el uso ético de sus datos y proteger su privacidad, entre otros, para garantizar un ecosistema digital transparente, ético, sostenible e inclusivo. Este concepto fue elegido por Forbes como uno de los 23 ideas que van a explotar en 2023.
La soberanía digital ciudadana es un eje fundamental de la visión y misión de la Fundación. Por ello, desde 2006, organiza EmpoderaLIVE, encuentro de referencia internacional en el que anualmente se reúnen líderes en tecnología cívica junto a organizaciones, instituciones, empresas y sociedad civil, para reflexionar y generar sinergias con el objetivo de fortalecer el ecosistema digital ciudadano y promover el uso de la tecnología para mejorar el mundo. Además, con el objetivo de visibilizar iniciativas pioneras en esta línea, comparte regularmente publicaciones, entrevistas y experiencias de creadores y proyectos de base tecnológica que están cambiando el mundo.

### Innovación tecnológica con impacto social
La Fundación Cibervoluntarios impulsa la creación, desarrollo, conocimiento y uso de tecnologías disruptivas como la inteligencia artificial, el Big Data, el Blockchain, la computación cuántica, Realidad Virtual… siempre con un enfoque ético, inclusivo y sostenible. Con este propósito, lidera y participa en numerosos proyectos nacionales e internacionales] de investigación, desarrollo, formación y sensibilización siempre con un enfoque centrado en las personas usuarias. Desde esta perspectiva, trabaja en proyectos de fortalecimiento de la democracia digital, lucha contra la desinformación, defensa de la seguridad y privacidad, uso ético de los datos… en pro de los derechos humanos con el fin de fomentar una tecnología cívica y participativa para la consecución de los Objetivos de Desarrollo Sostenible y la Agenda 2030. Esta labor le ha valido el reconocimiento de Financial Times como una de las 100 entidades que están generando mayor transformación digital en Europa.

### Emprendimiento y talento digital
Fundación Cibervoluntarios, promueve las capacidades y el talento digital, fomentando las carreras científico tecnológicas y el emprendimiento en áreas STEAM, y formando a jóvenes en tecnologías innovadoras como programación y robótica. Asimismo, en su compromiso con las personas emprendedoras, autónomas y pymes, desarrolla diversos programas gratuitos de formación en transformación digital y el uso de herramientas tecnológicas para impulsar sus negocios. 
Además, fomenta el emprendimiento social a través de la plataforma Empodera.org, un ecosistema de innovación colectiva apoyado por Naciones Unidas, que permite crear iniciativas y acciones concretas para lograr los Objetivos de Desarrollo Sostenible (ODS).

### Voluntariado tecnológico
La Fundación Cibervoluntarios es la organización pionera y un referente a nivel internacional en voluntariado tecnológico. El voluntariado tecnológico tiene como objetivo reducir la brecha digital y que todas las personas puedan adquirir las competencias necesarias para incorporar el uso de la tecnología en su día a día. Los cibervoluntarios y cibervoluntarias son agentes de cambio social que comparten su tiempo y conocimientos en acercar la tecnología a cualquier persona, y con especial atención a las más vulnerables. Y lo hacen de forma directa, en su mayor parte con actividades presenciales y trabajando sobre el terreno, acompañando a cada persona de tú a tú y adaptándose a sus necesidades.

## Actividad internacional
Desde 2008, la Fundación Cibervoluntarios ha participado en numerosos proyectos europeos, tanto como coordinador como socio. Trabaja con organizaciones y universidades europeas en proyectos de investigación e innovación tecnológica para desarrollar soluciones digitales que se adapten a las necesidades de la ciudadanía. 
En sus proyectos de investigación e innovación, trabaja poniendo a la ciudadanía en el centro de la transformación digital en Europa. Para ello diseña y desarrolla soluciones metodológicas y formativas que contemplan la participación ciudadana y amplían los derechos y oportunidades de aquellas personas en situación de vulnerabilidad digital. 
Su metodología se basa en metodologías probadas de innovación educativa; social labs de tecnologías cívicas, cocreación de soluciones digitales con la ciudadanía, comunidades de usuarios y organizaciones sociales, sostenibilidad y escalabilidad a largo plazo, e investigación y desarrollo en innovación tecnológica.
Algunos de los proyectos a destacar son:
- Provenance: Un proyecto colaborativo de Horizonte 2020 que desarrolla una herramienta para verificar la autenticidad de contenido en redes sociales y sitios web, utilizando análisis multimedia y Blockchain. Su objetivo es combatir la desinformación y fortalecer las competencias digitales de los usuarios.
- Smart Adult Education (SAE): Una plataforma online creada por la Fundación Cibervoluntarios y socios educativos de la Unión Europea, cofinanciada por Erasmus+, que ayuda a educadores y adultos con menor experiencia digital a mejorar sus competencias tecnológicas para el aprendizaje y evaluación online.
- Nadine: Un proyecto de Horizonte 2020 que, mediante una plataforma digital multifuncional, facilita la integración laboral y social de migrantes y refugiados en la Unión Europea con servicios personalizados de competencias, formación y orientación. Impulsado por la Fundación Cibervoluntarios en España y socios de 7 países de la Unión Europea, el proyecto finalizó exitosamente, alcanzando 428 participantes en pruebas realizadas entre 2020 y 2021 en Grecia, España y Bélgica.

## Publicaciones
Fundación Cibervoluntarios comisaría anualmente varias publicaciones de descarga libre, online y gratuitas para promover y visibilizar la capacidad de emprendimiento e innovación a través de las TIC.

### Estudios
Investigaciones realizadas por Fundación Cibervoluntarios para promover una transformación digital más inclusiva y ética, poniendo a la ciudadanía en el centro.
| Año de publicación | Título                                            |
| 2024               | Mi realidad conectada. Sí, yo también soy digital |

### Empodera Impact
Las publicaciones de Empodera Impact recogen una selección de iniciativas, experiencias y proyectos de base tecnológica que están cambiando el mundo. 
| Año de publicación | Título                                                                                     |
| 2024               | Desmontando el colonialismo digital: Hacia la democratización de los espacios tecnológicos |
| 2021               | Soberanía Digital Ciudadana: En Construcción                                               |
| 2018               | Empodera x los ODS                                                                         |
| 2017               | Making by Hacking: citizens of change creating the future now                              |
| 2016               | Tecnología Cívica: el ecosistema de la innovación social                                   |
| 2015               | Innovación ciudadana: inteligencia colectiva para el empoderamiento glocal                 |
| 2013               | Ciberoptimismo: conectados a una actitud                                                   |
| 2012               | Redvolution: el poder del ciudadano conectado                                              |
| 2011               | Innovación para el empoderamiento ciudadano a través de las TIC                            |
| 2010               | Innovación para el empoderamiento ciudadano a través de las TIC                            |

### Innovadoras TIC
Reúne experiencias e historias de mujeres emprendedoras e innovadoras en el ámbito STEAM y que son referentes en sectores como emprendimiento digital, investigación, ciencia y tecnología en España.
| Año de publicación | Título                                                                               |
| 2024               | Innovadoras TIC: Mujeres referentes del siglo XXI 2024                               |
| 2023               | Innovadoras TIC: Mujeres referentes del siglo XXI 2023                               |
| 2022               | Innovadoras TIC: Mujeres referentes del siglo XXI 2022                               |
| 2021               | Innovadoras TIC: Mujeres referentes del siglo XXI 2021                               |
| 2020               | Innovadoras TIC: Mujeres referentes del siglo XXI 2020                               |
| 2019               | Innovadoras TIC: Emprendedoras referentes del siglo XXI                              |
| 2018               | Mujeres que marcan la diferencia: iniciativas innovadoras TIC creadas por mujeres    |
| 2015               | Innovadoras TIC: Experiencias de emprendimiento femenino a través del uso de las TIC |

## Reconocimientos
Desde 2001, la Fundación Cibervoluntarios ha recibido numerosos premios y reconocimientos por su carácter innovador y su contribución a reducir la brecha digital y promover una sociedad más justa.
| Año  | Premio | Entregado por                               |
| 2023 | Promoción de los Derechos Digitales                                                                                               | Club Abierto de Editores (CLABE)            |
| 2023 | A las Iniciativas y Buenas Prácticas para una Mayor Protección de las Mujeres frente a la Violencia Digital                       | Agencia Española de Protección de Datos     |
| 2021 | IniciaTIC - Transformación Digital en Acción Social                                                                               | Premios de Internet                         |
| 2021 | InnovadorasTIC - Champion Project                                                                                                 | WSIS                                        |
| 2018 | Europe´s 100 Digital Champions | Financial Times                             |
| 2017 | Finalista - Entidades que fomentan el conocimiento de competencias digitales en Europa                                            | European Digital Skills Awards              |
| 2016 | Empodera.org- Categoría “Dimensiones éticas de la sociedad de información”.                                                       | WSIS                                        |
| 2011 | Google Gives Back - Reconocimiento como una de las organizaciones que están cambiando el mundo a nivel global                     | Google.org                                  |
| 2011 | Mención Honorífica a la creación de nuevas formas de participación e innovación social en apoyo de grupos en riesgo de exclusión. | Premio Estatal de Voluntariado Social       |
| 2017 | II Premio a la Dinamización Ciudadana                                                                                             | Ministerio de Industria, Turismo y Comercio |